# Conselho Nacional de Igrejas
O Conselho Nacional de Igrejas de Cristo no USA (usualmente identificada com Conselho Nacional de Igrejas, ou CNI) é uma associação de 35 grupos de fé cristãos nos Estados Unidos com 100.000 congregações locais e 45.000.000 de aderentes. As denominações de seus membros (também chamada de igrejas, convenções, ou arquidioceses) em (2008) incluem uma grande variedade das principais igrejas protestantes, Ortodoxas, Africo-Americana, Evangélica e igrejas históricas pacíficas. 
O CNI tem sido visto com uma força de liderança no movimento cristão ecumênico nos Estados Unidos. É relacionado fraternalmente a centenas de conselhos locais e estaduais de igrejas, organizações e ao Conselho Mundial de Igrejas. Ainda que estes conselhos possam incluir muitos membros das mesmas igrejas, eles não têm conexões fiscais ou administrativas relacionados. 